# Anand Nayak
Anand Nayak (* 5. Februar 1942 in Mangalore, Karnataka, Britisch-Indien; † 4. September 2009 in New Delhi, Indien) war ein indischer, in der Schweiz wohnhafter Missionswissenschaftler, Religionswissenschaftler und Orientalist.

## Leben und Wirken
Anand Nayak trat in den Jesuitenorden ein, studierte in Indien Religionswissenschaft und wurde an der Sorbonne in Paris in Theologie und Religionswissenschaften promoviert. 1989 wurde er Oberassistent und Projektleiter an der Theologischen Fakultät der Universität Freiburg. Seit dem Sommersemester 1994 war er dort sowie an der Universität Neuenburg ausserordentlicher Professor für Religionswissenschaft und Missiologie. Er war Mitglied der Arbeitsgruppe der Schweizer Bischofskonferenz (SBK) für asiatische und afrikanische Religionen unter dem Vorsitz von Bischof Vitus Huonder. Neben französisch und deutsch geschriebenen Biografien und Sachbüchern verfasste Nayak auch Beiträge für das BBKL.
Als Spezialist für den indischen Jesuiten Anthony de Mello, den er erstmals 1966 getroffen hatte, leitete Nayak Meditationsseminare mit dem Titel "Sadhana" nach der Lehre von Pater de Mello in der Schweiz (in Freiburg und im Lassalle-Haus in Edlibach), in Frankreich (Vaison-la-Romaine), in Österreich (Innsbruck) und in Belgien (Brüssel und Trappistenabtei Rochefort). Das Wort Sadhana stammt aus dem Hinduismus und Buddhismus und bedeutet "spiritueller Weg". De Mello, der 1987 verstorben war, geriet in einer von Kardinal Joseph Ratzinger unterzeichneten Notifikation von 1998 ins Visier der römischen Glaubenskongregation. Im folgenden Jahr verteidigte ihn Nayak gegenüber der katholischen Presseagentur Apic mit den Worten: „Pater Anthony de Mello hätte seliggesprochen werden sollen, nicht vom Vatikan verurteilt... Er hat Tausende von Menschen zum Gebet und zum spirituellen Leben geführt; dieser Mystiker von heute hat so vielen Menschen geholfen, zu leben.“ Die vatikanische Intervention gegen Anthony de Mello bezeichnete Nayak als „ein weiteres Beispiel für das kulturelle Missverständnis zwischen Ost und West“.
Am 4. September 2009 starb Anand Nayak an den Folgen eines Autounfalls in der indischen Hauptstadt New Delhi, wo er seine nächste Studienreise vorbereiten wollte. Er wurde in Corminboeuf bei Freiburg bestattet. Nayak war verheiratet und hatte drei Kinder. Als sein Nachfolger an der Universität Freiburg wurde 2011 Helmut Zander ernannt.

## Publikationen (Auswahl)
- Gandhi: Meister der Spiritualität. Herder, 2002. ISBN	978-3-451-05105-0.
- mit Anthony de Mello: Sadhana. Der Weg zur Achtsamkeit. Herder, 2015. ISBN 978-3-451-06538-5.
- Anthony de Mello: sein Leben, seine Spiritualität. Patmos, Düsseldorf 2006. ISBN 978-3-491-70397-1.
- Le faiseur de feu. Sully, 2006. ISBN 978-2-911-07496-7.
- La méditation dans le bhâgavata-purâna. Dervy, Paris 1978 (Mystiques et religions, Série A). ISBN 978-2-850-76078-5.
- Die innere Welt des Tantra. Herder, 2001. ISBN 978-3-451-05113-5.